# Ximon bar Kokhebà
Ximon bar Kokhebà (en hebreu: שמעון בר כוכבא) fou el líder jueu que dirigí la Segona Revolta Jueva contra l'Imperi Romà l'any 132 dC, i que va establir un estat jueu independent que dirigí durant tres anys com a Nassí ("Príncep" o "President"). Després d'una guerra de dos anys els romans van conquerir-lo.

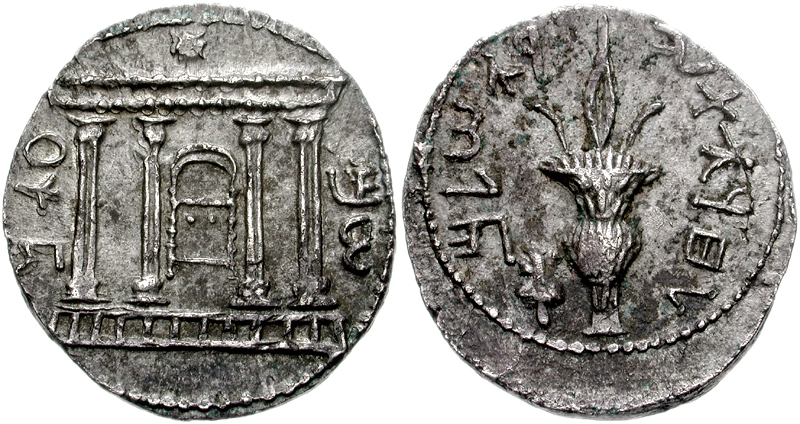
Moneda de l'any 134 dC amb el Temple de Jerusalem i el nom "Ximon". En el revers diu: "Per a la llibertat de Jerusalem"

Originalment anomenat Ximon ben Kosebà (שמעון בן כוסבא), Rabí Akiva li donà el nom de Bar Kokhebà (en arameu "Fill d'una estrella", referint-se al verset bíblic de Nombres 24:17, "Descendirà una estrella de Iacob") forma metafòrica referent al Messies.
Després de la derrota de la rebel·lió, molts contemporanis, inclòs alguns rabins, es referien a ell com Ximon "bar Kozebà" o ben Kozibà (בן כוזיבא), "Fill de la mentida".

## Segona Revolta Jueva
La Segona Revolta Jueva també anomenada Revolta de Bar Kokhebà, va tenir lloc 60 anys després de la Gran Revolta Jueva i va aconseguir restablir un estat jueu independent durant tres anys. Aquest estat va emetre les seves pròpies monedes, que tenien la inscripció: "El primer any de la redempció d'Israel". Bar Kokhebà governà amb el títol de "Nassí". Els romans tingueren un pobre paper en l'etapa inicial de la rebel·lió, enfrontats a una força jueva totalment unida a diferència de la Primera Revolta Jueva que segons Flavi Josep enfrontà tres exèrcits jueus separats. Una legió romana completa fou aniquilada. El nou estat jueu només conegué un any de pau. Els romans van desplegar nou legions, un terç del total de forces de l'imperi, per reconquerir Israel. Els romans evitaren enfrontar-se en una batalla oberta i, adoptaren una estratègia de terra cremada. Bar Kokhebà es refugià en la fortalesa de Betar. Els romans la van capturar i van matar el seu cabdill. Segons Cassius Dio, en la revolta van morir 580.000 jueus i 50 pobles fortificats i 985 viles foren arrasades. Jerusalem també fou arrasada i, per evitar el retorn dels jueus, una nova ciutat romana, Èlia Capitolina, fou construïda en el seu lloc.